# Ildiko Imamura
Ildiko Imamura (* 3. Dezember 1963 als Ildikó Bolvári in Szekszárd) ist eine ungarische Tischtennisspielerin. Sie gehörte 1988 der Meistermannschaft des DSC Kaiserberg an.

## Werdegang
Ildiko Bolvari wurde siebenmal für Jugend-Europameisterschaften nominiert. Dabei erreichte sie 1978 und 1979 mit der Jugoslawin Gordana Perkučin das Doppel-Endspiel. Bei den nationalen ungarischen Meisterschaften der Erwachsenen holte sie zusammen mit Ilona Balogh sechsmal den Titel im Doppel (1979–1983 und 1987).
1987 schloss sie sich dem Duisburger Bundesligaverein DSC Kaiserberg an. Mit dessen Damenmannschaft wurde sie 1988 Deutscher Meister. 1990 wechselte sie zu Weiß-Rot-Weiß Kleve (2. Bundesliga), 1995 kehrte sie zurück zum DSC Kaiserberg. Von 1997 bis 1999 spielte sie für TuS Bad Driburg, ab 1999 beim SC Bayer 05 Uerdingen (Regionalliga), seit 2009 zusammen mit ihrer Tochter Yuko Imamura beim TuS Uentrop (2. Bundesliga) und seit 2012 wieder bei Weiß-Rot-Weiß Kleve.
Im September 2016 begann Ildiko Imamura eine Tätigkeit als pädagogische Leiterin im Deutschen Tischtennis-Zentrum in Düsseldorf.

## Privat
Mitte der 1990er Jahre heiratete Ildiko Bolvari Taisei Imamura, den Geschäftsführer von Butterfly Tamusu Europa. Ihre Tochter Yuko spielt ebenfalls Tischtennis. Ihre 1967 geborene Schwester Katalin Bolvári ist ebenfalls Tischtennisspielerin.

## Turnierergebnisse
| Verband | Veranstaltung                         | Jahr | Ort       | Land | Einzel | Doppel | Mixed | Team |
| ------- | ------------------------------------- | ---- | --------- | ---- | ------ | ------ | ----- | ---- |
| HUN     | Jugend-Europameisterschaft (Junioren) | 1979 | Roma      | ITA  |        | Silber |       |      |
| HUN     | Jugend-Europameisterschaft (Junioren) | 1978 | Barcelona | ESP  |        | Silber |       |      |